# Sistema cargo
Il sistema cargo (noto anche come gerarchia civile-religiosa, sistema fiesta o sistema mayordomía) è un insieme di ruoli secolari e religiosi assegnati a uomini o a famiglie all'interno delle comunità indigene mesoamericane e per la precisione in tutto il Messico centro-meridionale, ed in America centrale.

## Descrizione
Questi uffici, o cargo, sono non retribuiti e vengono assegnati a coloro che si dimostrano attivi nella vita civile della comunità. Solitamente i ruoli hanno la durata di un anno, ed alternano doveri civili e religiosi anno per anno. Gli incaricati svolgono molti compiti in ambito religioso ed amministrativo. Coloro che vengono nominati cargo sono generalmente costretti a sobbarcarsi le spese per l'organizzazione delle fiestas che onorano determinati santi.
In tutti i luoghi in cui il sistema è applicato, la nomina a cargo è considerata da tutti gli uomini una specie di obiettivo da conseguire nel corso della propria vita. Questi ufficiali hanno maggiori responsabilità con il crescere della dimensione della comunità.

## Storia
L'origine del sistema cargo viene fatta risalire ai primi tentativi dei missionari spagnoli di convertire i popoli indigeni al Cristianesimo, prevenendone contemporaneamente l'ispanizzazione. In seguito alla conquista spagnola della Mesoamerica nel XVI secolo, molti indiani erano trasferiti pressi i pueblo, che come i villaggi spagnoli possedevano una chiesa nel centro cittadino. I sacerdoti rappresentavano uno dei gruppi di potere che esercitavano il controllo politico e sociale degli indigeni; avevano il controllo di molti di questi pueblo e l'autorità necessaria per tenere gli altri coloni all'esterno. I sacerdoti ponevano grande attenzione al fatto che gli indiani continuassero a parlare le proprie lingue native. Nonostante un editto reale del 1550 obbligasse gli indigeni a parlare spagnolo, i missionari continuarono ad insegnare loro parlando in lingua nahuatl, o in altre lingue autoctone, favorendo una maggiore indipendenza degli indiani dalla chiesa. In ambito coloniale, la chiesa non insistette su un'eccessiva cattolicizzazione delle preesistenti pratiche indigene, per cui i due modi di concepire la religiosità non si trovarono in conflitto. 
Dal momento che i missionari erano in numero limitato, alcuni incarichi di responsabilità religiosa furono assegnati ad abitanti fidati dei villaggi. Il sindaco del villaggio, o alcalde, aveva il compito di guidare in processione i concittadini durante la Celebrazione Eucaristica domenicale. Col tempo queste processioni divennero più cerimoniose, attraverso l'uso di ornamenti sfarzosi quali croci, incenso e musica. 
Su decisione occasionale di un'istituzione spagnola chiamata cofradía, il sacerdote creava una gerarchia dei ruoli del villaggio al fine di organizzare in modo migliore la vita civile e religiosa degli indiani. Gli indigeni ricoprivano questi ruoli, il che li elevava socialmente all'interno della comunità. Questi compiti comportavano però doveri economici, ed il clero li usava per esercitare il controllo degli abitanti. I cittadini erano obbligati ad organizzarsi per ripianare i debiti derivanti dall'acquisto di cibo, ostie e vino per la messa domenicale, oltre alla paga dei sacerdoti.